# Орон (Мозель)
Оро́н (фр. Oron) — коммуна во французском департаменте Мозель региона Лотарингия. Относится к  кантону Дельм.	

## География
Орон расположен в 33 км к юго-востоку от Меца. Соседние коммуны: Фремери и Люси на севере, Виллер-сюр-Нье и Мартий на северо-востоке, Бреэн и Шато-Бреэн на востоке, Фонтени на юге, Вивье на юго-западе, Тенкри на западе, Превокур и Бакур на северо-западе.

## История
- Бывшая деревня епархии сеньората де Вивье.

## Демография
По переписи 2008 года в коммуне проживало 107 человек.	

## Достопримечательности
- Монумент погибшим французам во время Первой мировой войны 1914—1918 годов.
- Церковь Сен-Пьер, неороманский стиль, 1893 года; статуя святого Петра XV века, алтарь XVIII века.